# Linnaemya setinervis
Linnaemya setinervis là một loài ruồi trong họ Tachinidae.